# Csontos medence

Az emberi medence (Anatomography)

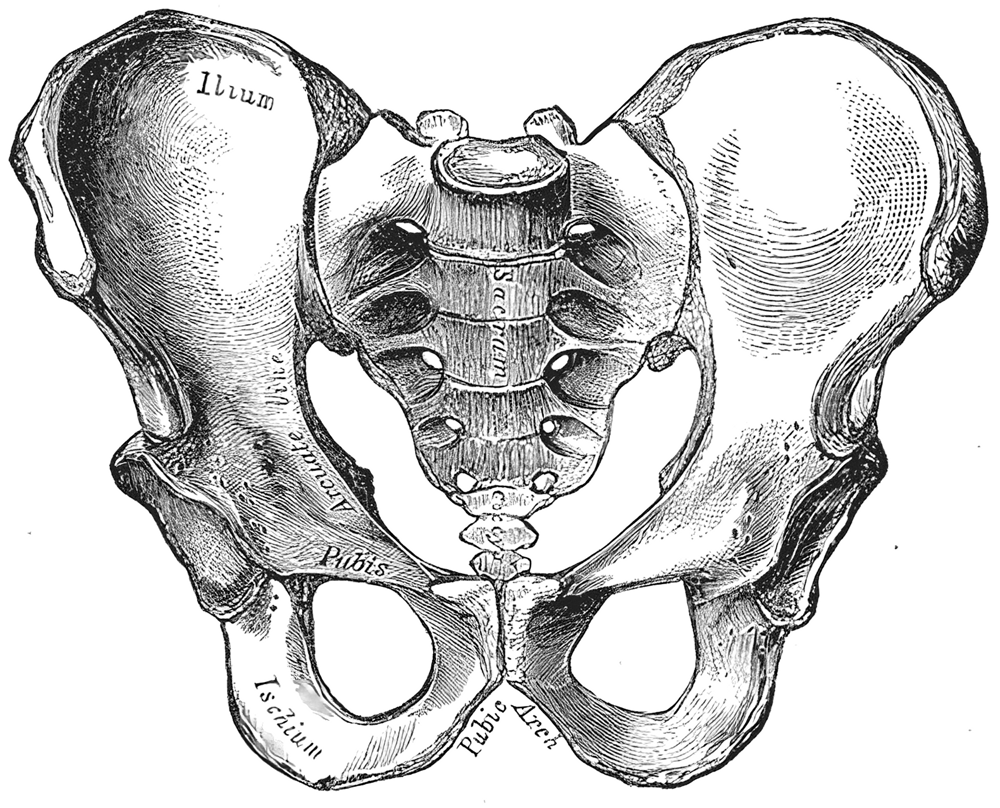
Férfimedence (Gray’s Anatomy rajza)

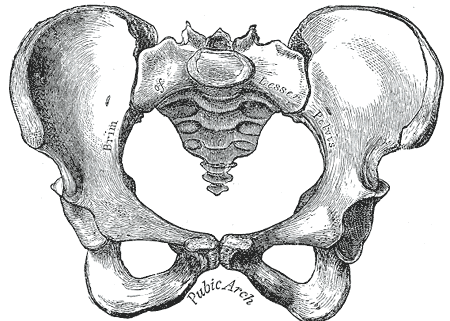
Női medence (Gray’s Anatomy rajza)

A csontos medence (pelvis) az emberi test közepét alkotja, egyben a súlypontot is jelenti. Két medencecsontból (os coxae) és a közéjük ékelt keresztcsontból áll (os sacrum). Jelentős szerepe van a felsőtest alátámasztásában, hiszen a gerinc voltaképp a medencén támaszkodik, ami aztán közvetíti a terhelést az alsó végtagokra. Álló emberben nem függőlegesen áll, hanem előredöntve (inclinatio pelvis), nőknél ez kb. 65 fok; férfiaknál valamivel kevesebb, kb. 60 fok.

## Részei
A medence két részre osztható: ezek a nagymedence (pelvis major) és a kismedence (pelvis minor). Előbbit a kétoldali csípőlapátok medialis felszínei (fossa iliaca) alkotják, melyek a hasüreg képleteit alulról alátámasztják. A kismedence tulajdonképpen a csontos medence üregét jelenti. A kettő határát a linea terminalis képezi, ami nem más, mint a medence üregének felső nyílása (apertura pelvis superior).
A linea terminalis lefutása:
1. promontorium
2. pars lateralis ossis sacri
3. linea arcuata
4. pecten ossis pubis
5. tuberculum pubicum
6. symphysis pubica (szimfízis)

A kismedencének a szülésnél van nagy jelentősége: átmérői alapvetően meghatározzák a szülés folyamán a magzat elhelyezkedését. Ezen kívül a medence üregében található többek között a húgyhólyag (vesica urinaria), a végbél (rectum), férfiaknál az ondóhólyag (vesica seminalis) és a húgyhólyag alatt található dülmirigy (prostata), nőknél pedig a méh (uterus), valamint a hüvely (vagina). A medence ürege (cavum pelvis) négy részre osztható:
- Apertura pelvis superior: ez az üreg bemenete; megfelel a linea terminalisnak.
- Amplitudo pelvis: ez az üreg legtágabb része, a szimfízis közepét és a második keresztcsigolyát összekötő síkban.
- Angustia pelvis: itt a legszűkebb az üreg, mivel a két ülőtövis oldalról betüremkedik a medence üregébe; a harántátmérő itt lecsökken.
- Apertura pelvis inferior: a medence rombusz alakú kimenete.

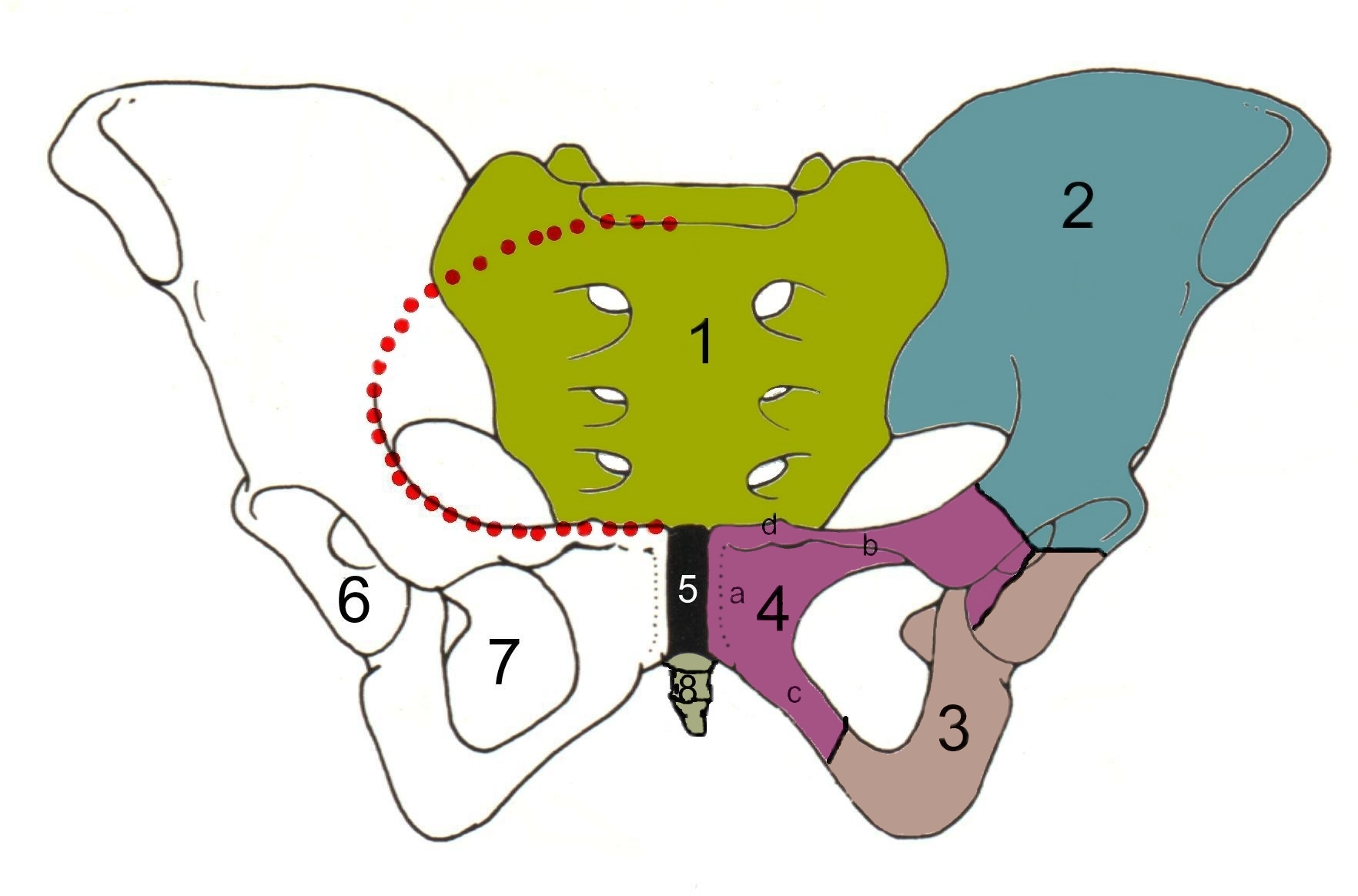
1. keresztcsont, 2. csípőcsont, 3. ülőcsont, 4. szeméremcsont, 5. symphysis pubica, 6. csípőízületi árok, 7. foramen obturatorium, 8. farokcsont, (vörös pontozott vonal: linea terminalis)

A medencecsont (os coxae) három, eredetileg különálló csont összecsontosodásából áll össze:
- Csípőcsont (os ilium): A három csont közül a legnagyobb, a medencecsont felső része. Teste összecsontosodott az ülőcsont és a szeméremcsont testével. A csípőcsont része a csípőlapát.
- Ülőcsont (os ischii): A medencecsont hátsó részét alkotja. Teste összecsontosodott a másik két csonttal. Két szára találkozásánál egyenetlen felület található: az ülőgumó (tuberositas ischii), felette az ülőtövis (spina ischiadica) található.
- Szeméremcsont (os pubis): A medencecsont alsó és elülső része. Teste összecsontosodott a másik két csonttal, két szára (alsó és felső) van, amelyek találkozásánál a szimfízisben ízesül porckoronggal (symphysis pubica).

Mindhárom csont részt vesz a csípőízületi árok (acetabulum) alkotásában. Ez egy oldalfelé tekintő bemélyedés, ide illeszkedik a combcsontfej (caput femoris), a csípőízület részeiként.

## Átmérői
Irányukat megkülönböztetve beszélünk sagittalis, haránt (transversalis), valamint ferde átmérőkről. Megkülönböztetünk továbbá külső és belső átmérőket. Előbbiek (egyszerűen kitapintható csontrészek távolságairól lévén szó) könnyen mérhetőek.
Külső átmérők

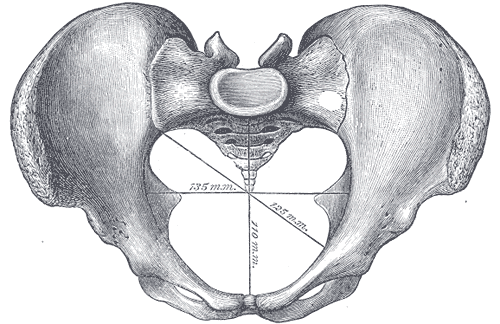
A medencebemenet átmérői felülnézetből (Gray’s Anatomy rajza)

- Distantia cristarum: a csípőlapát taréjai közötti legnagyobb távolság (kb. 28–30 cm)
- Distantia spinarum: az első fölső csípőtövisek (spina iliaca anterior superiorok) közötti távolság (kb. 26–28 cm)
- Distantia intertrochanterica: a két combcsont trochanter majorja közötti távolság (kb. 32 cm)

Belső átmérők
- Az apertura pelvis superiornál:

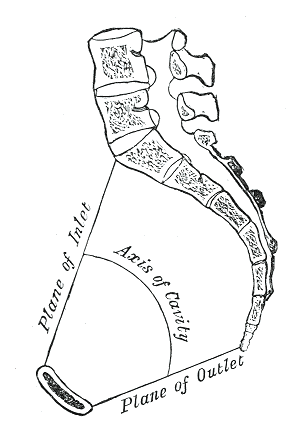
A medence tengelye (axis pelvis) (Gray’s Anatomy rajza)

  - conjugata vera anatomica: a szimfízis felső részét a promontoriummal összekötő sagittalis átmérő.
  - conjugata vera obstetrica: a szimfízis legkiugróbb belső pontját a promontorium közepével összekötő sagittalis átmérő, a bemenetnél ez a legrövidebb (kb. 11 cm)
  - conjugata diagonalis: a szimfízis alsó részét a promontoriummal összekötő sagittalis átmérő.
  - diameter transversa: a bemenet harántátmérője; ez a leghosszabb (kb. 13,5 cm)
  - diameter obliqua: ferde átmérő, az articulatio sacroiliacákat a másik oldali eminentia iliopectineákkal összekötő távolság (kb. 12 cm)
- Az apertura pelvis inferiornál:
  - diameter mediana: a szimfízis alsó részét a farokcsonttal (os coccygis) összekötő sagittalis átmérő (kb. 9–11,5 cm). A farokcsont szüléskor hátrafelé elmozdul, így ilyenkor ez az átmérő megnő.
  - diameter transversa: a kétoldali tuber ischiadicumok hátsó részeinek távolsága (kb. 11,5 cm)

A medence tengelye (axis pelvis) a medence belső sagittalis átmérőinek középpontjait összekötve adódik. A szülés folyamán a magzat fejének középpontja ezen halad végig.

## A medence statikája

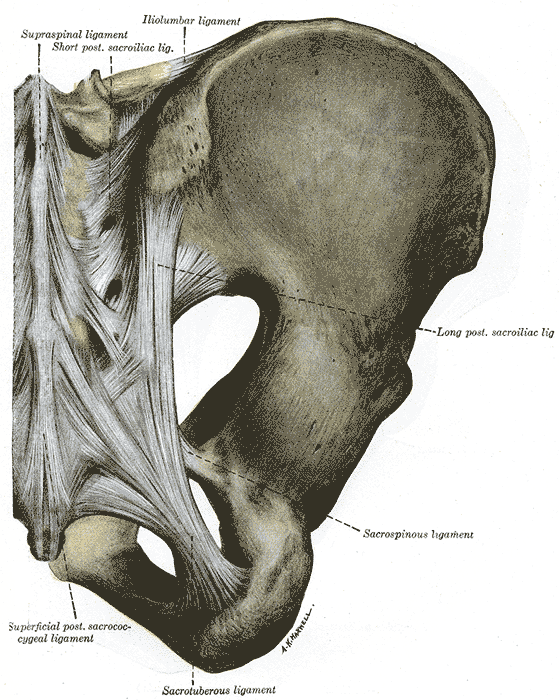
A medence szalagjai hátulnézetből (Gray’s Anatomy rajza)

A medence a felsőtest csontos vázával a keresztcsonton (os sacrum) keresztül, pontosabban annak bázisán keresztül érintkezik. Mivel a medence álló helyzetben kb. 60-65 fokkal előredől (inclinatio pelvis), a keresztcsont bázisa (és vele a test súlypontja) a csípőízületi árokkal (acetabulum) egy síkba esik, ami nélkülözhetetlen a stabil alátámasztáshoz. A keresztcsontra ható erő egyrészt lefelé nyomja, másrészt azt libikókaszerűen befelé akarná billenteni a medence ürege felé (mivel a súlypont a keresztcsont elülső részére esik). A keresztcsont helyben tartását a medencecsontok és a közte lévő szalagok biztosítják. A keresztcsípőcsonti ízület (articulatio sacroiliaca) részeiként a két csont közötti szalagok annál jobban feszülnek, minél jobban nyomódik lefelé a keresztcsont, így a két medencecsont egyre jobban össze is nyomja, megakadályozva elmozdulását lefelé (mintha egy satuban összeszorulna). A keresztcsont elbillenését járulékos szalagok: a ligamentum sacrospinale és a ligamentum sacrotuberale akadályozza meg.

## Különbségek a női és férfimedence között
A férfimedence bemenete szív alakú (🖤). A férfimedence lefelé erősen szűkül, és magasabb. A szeméremcsontok hegyesszöget zárnak be. A férfimedence csontjai vastagabbak, durvábbak.
A nő medencéjének bemenete ovális, a promontorium nem nyúlik be. A női medence bemenete és kimenete közötti távolság kisebb; a medence ürege és kimenete kevéssé szűkül. A női medencénél a farokcsont elmozdulhat, nincs összecsontosodva a keresztcsonttal, ami további tágulási lehetőséget jelent. A szeméremcsontok ívet zárnak be egymással. A csontok finomak, lekerekítettek.

## Sérülései
- Medencetörés: ilyen típusú sérülés esetén kombinált sérülésre kell számítani. A húgyhólyag és a húgycső gyakran érintett, ezenkívül a törés nagy vérveszteséggel járhat. A törés típusa lehet stabil (peremtörések) és instabil (medencegyűrű törései), valamint ízületet nem érintő (extraarticularis) és ízületbe hatoló (csípőízületbe, keresztcsont-medencelapát közti (sacroiliacalis) ízületbe). A stabil és ízületet nem érintő törések kezelése lehet konzervatív (nem műtéti), míg az instabil és ízületbe hatoló törések esetében legtöbbször műtéti kezelés (lemezes egyesítés, azaz osteosynthesis) szükséges.